# دائرة مرسط
دائرة مرسط إحدى دوائر ولاية تبسة الجزائرية . عاصمتها هي مرسط وتضم بلديات :
- مرسط
- بئر الذهب